# أندرو هندرسون (لاعب كريكت)
أندرو هندرسون (14 يوليو 1941 في المملكة المتحدة - ) (بالإنجليزية: Andrew Henderson)‏ هو لاعب كريكت بريطاني. لعب مع نادي مقاطعة ساسكس للكركيت ‏ وBuckinghamshire County Cricket Club ‏.

## وصلات خارجية
- أندرو هندرسون على موقع إي آس بي آن كريك إنفو (الإنجليزية)